# شهادت (روستا)
شهادت (به لاتین: Şəhadət) یک منطقهٔ مسکونی در جمهوری آذربایجان است که در شهرستان گوی‌چای واقع شده‌است. شهادت ۱٬۷۴۷ نفر جمعیت دارد.